# Allées couvertes de la Borie Neuve
Les allées couvertes de la Borie Neuve, appelées aussi maisons du Loup ou oustal del Loup, sont situées à Marsalès dans le département français de la Dordogne.
Il s'agit de deux allées, du type allée d'Aquitaine, édifiées à une vingtaine de mètres de distance l'une de l'autre.

## Localisation
Dans le quart sud-est du département de la Dordogne, les allées couvertes de la Borie Neuve sont situées dans l'extrême sud-est du Bergeracois, dans le nord-est de la commune de Marsalès, à environ 200 mètres de la route départementale 2, entre les lieux-dits la Borie Neuve et les Prades.

## Sites mégalithiques

### Alléeno1
L'allée s'étire sur 7,20 m de long et sa largeur oscille entre 0,50 m et 090 m. Elle est enserrée dans un tumulus d'une quinzaine de mètres de diamètre d'environ d'une hauteur de 0,40 m maximum. L'allée est constituée d'orthostates en silex meulier. Une dalle intermédiaire de segmentation y avait été signalée en 1935 par M. Secondat et R. Marchadier mais il n'en existe plus trace. L'ensemble est recouvert par trois tables de couverture en partie effondrées dont une dalle magistrale de 3 m de long pour 2,30 m de large et 0,40 m d'épaisseur.

L'allée no 1.
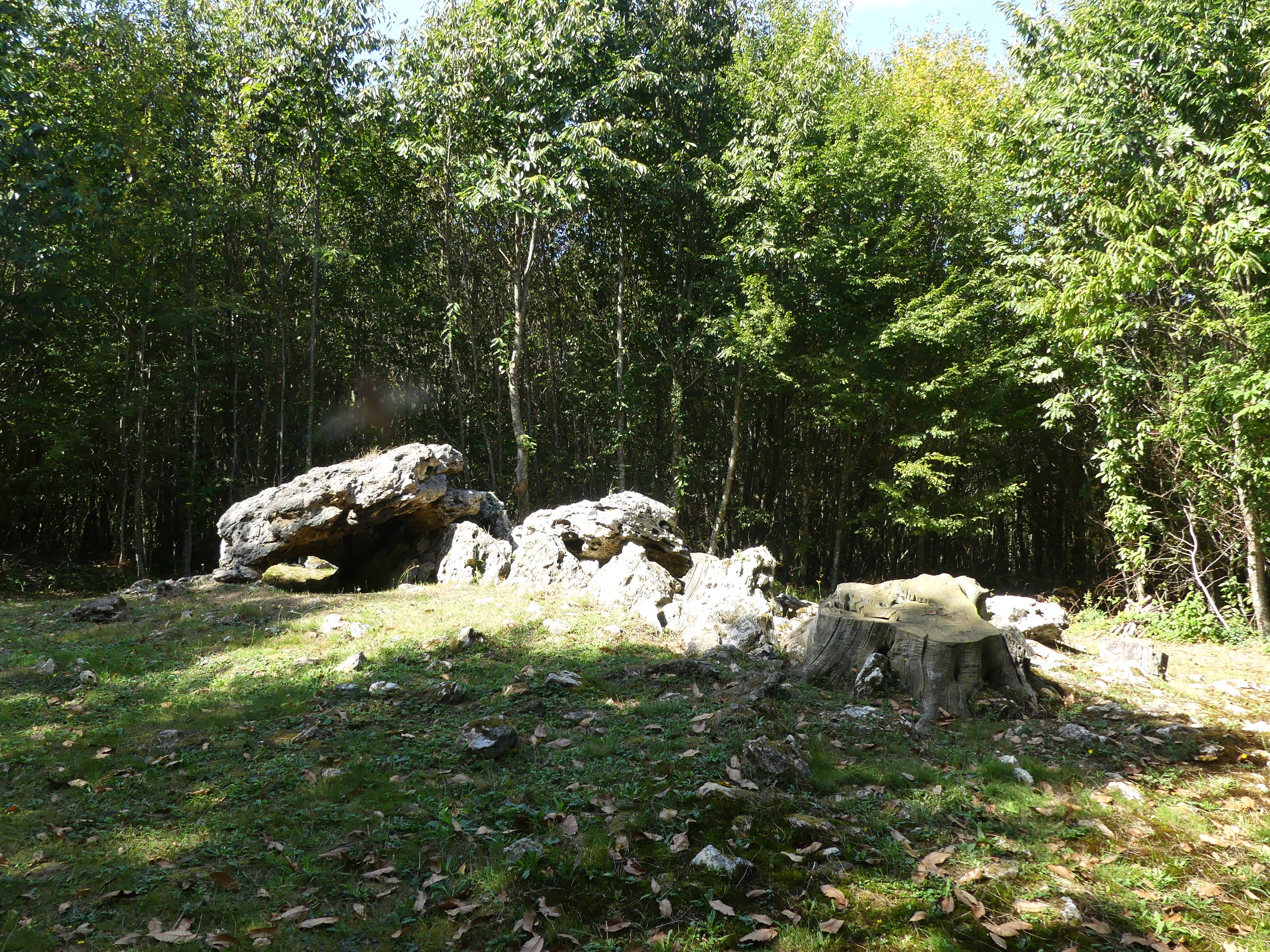
Vue générale.
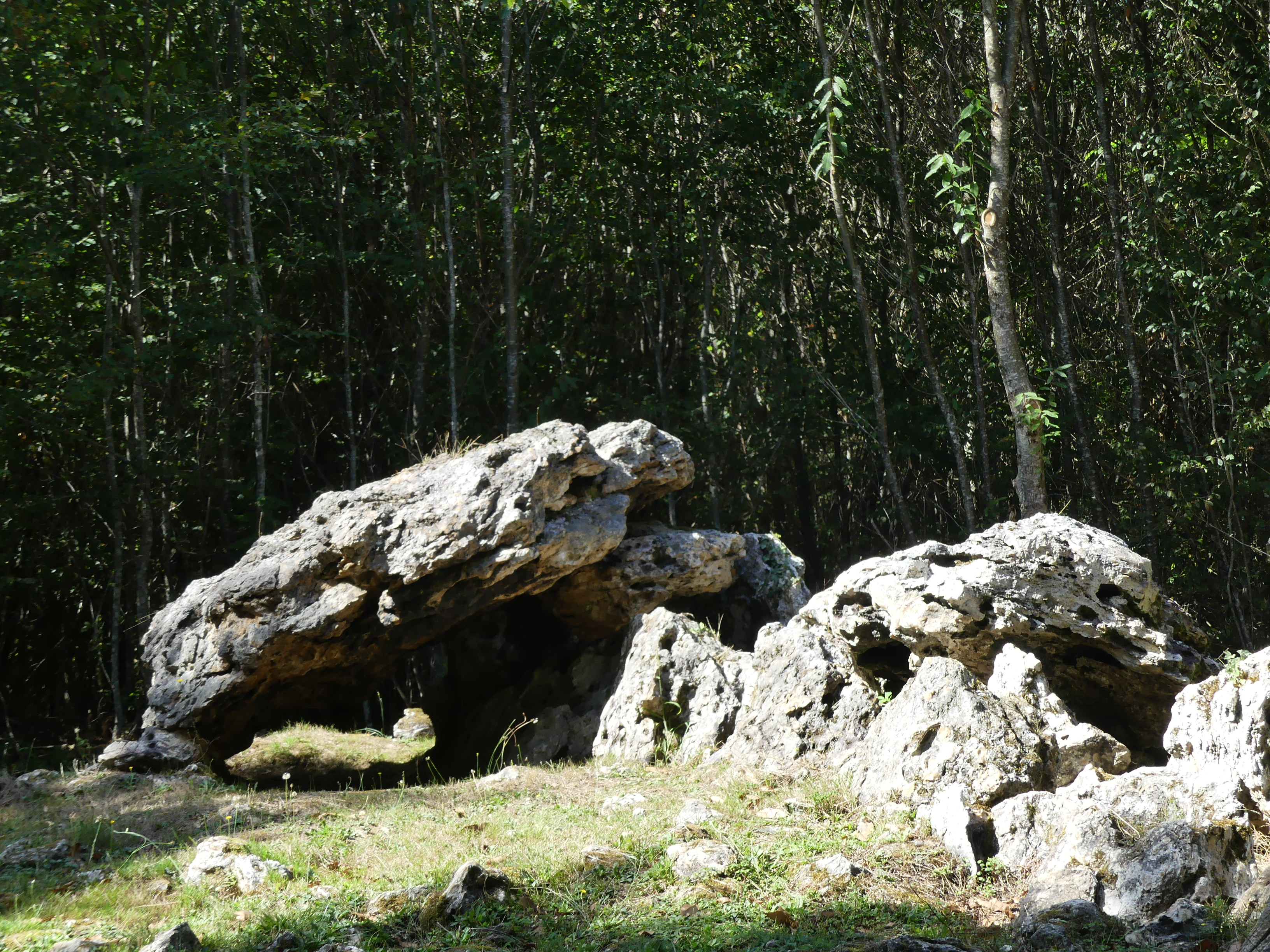
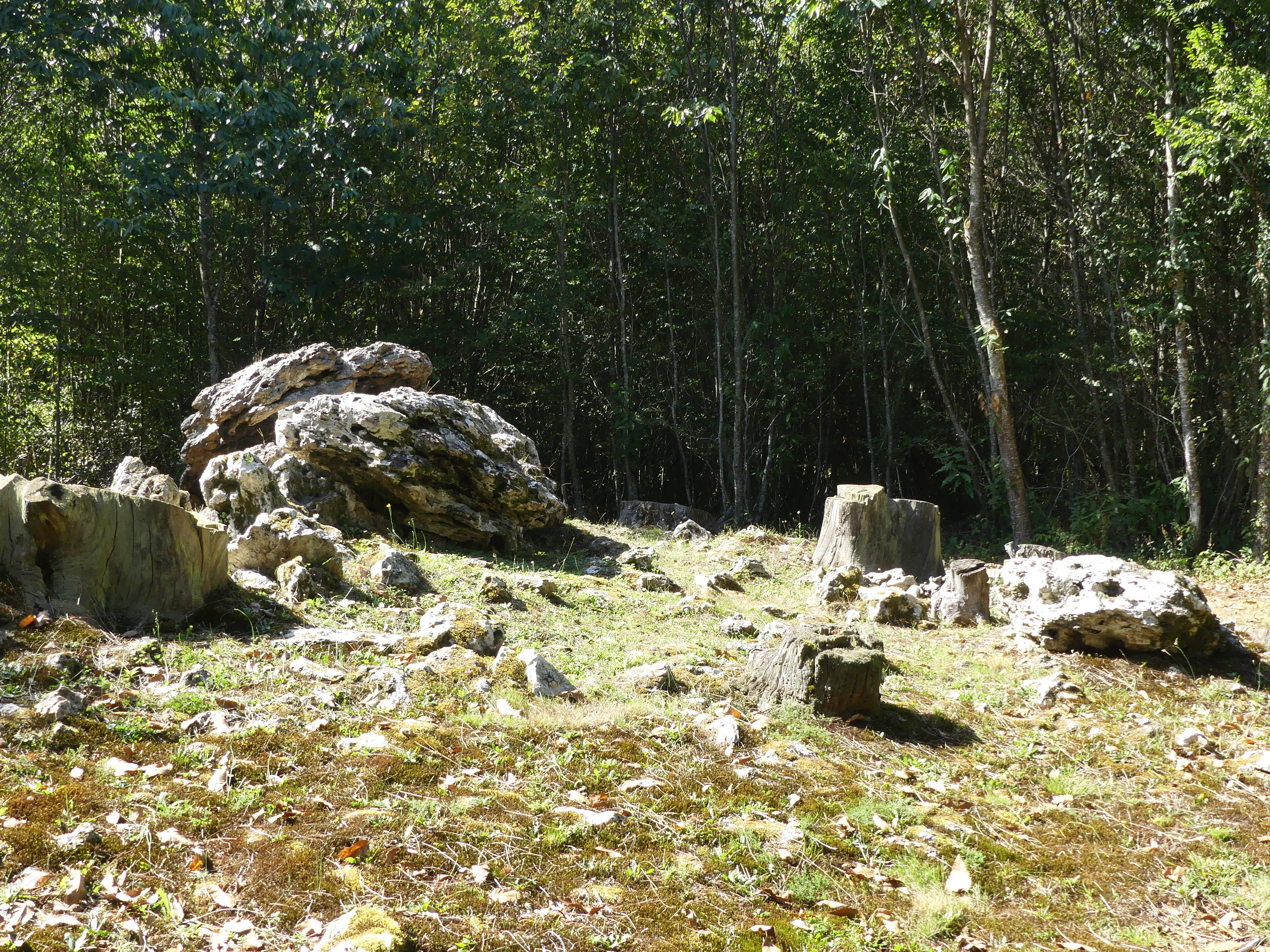
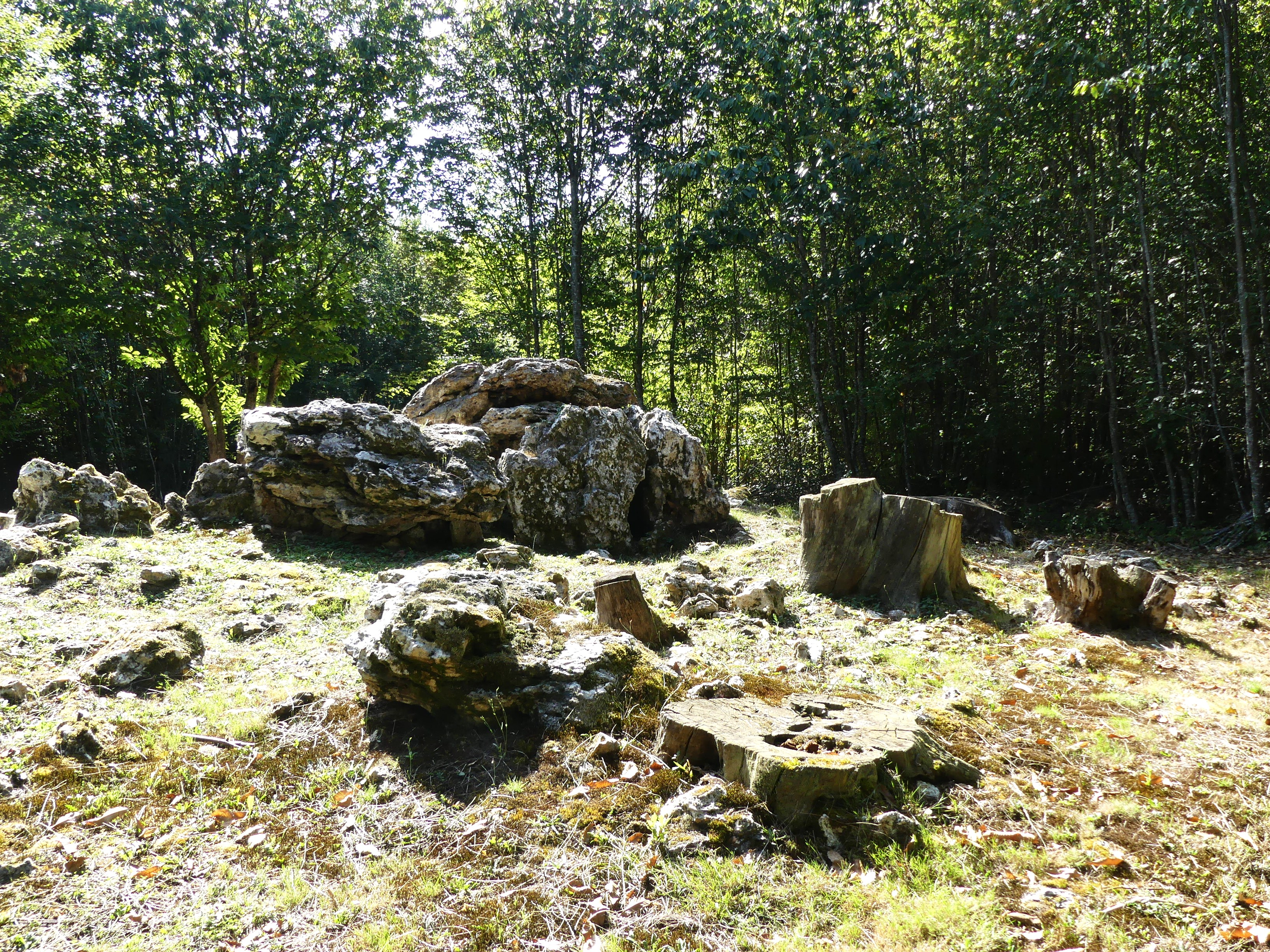

### Alléeno2
Une vingtaine de mètres au sud-ouest de l'allée no 1, l'allée no 2 est de moindre importance. De forme légèrement trapézoïdale, elle mesure 6,50 m de long et sa largeur varie entre 1 m au chevet et 0,85 m à l'entrée. Le tumulus est lui aussi plus court, une douzaine de mètres de diamètre.

L'allée no 2.
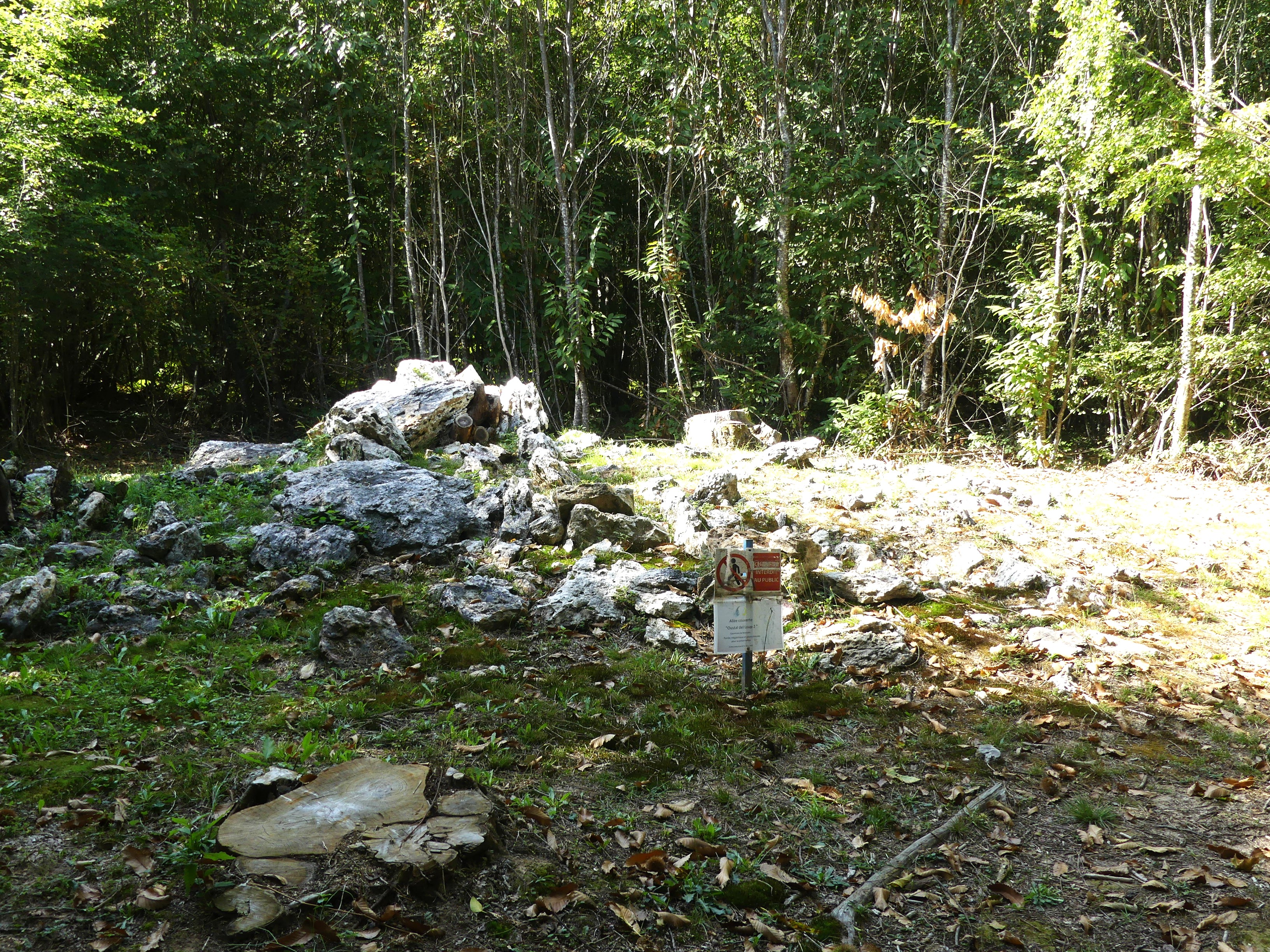
Vue générale.
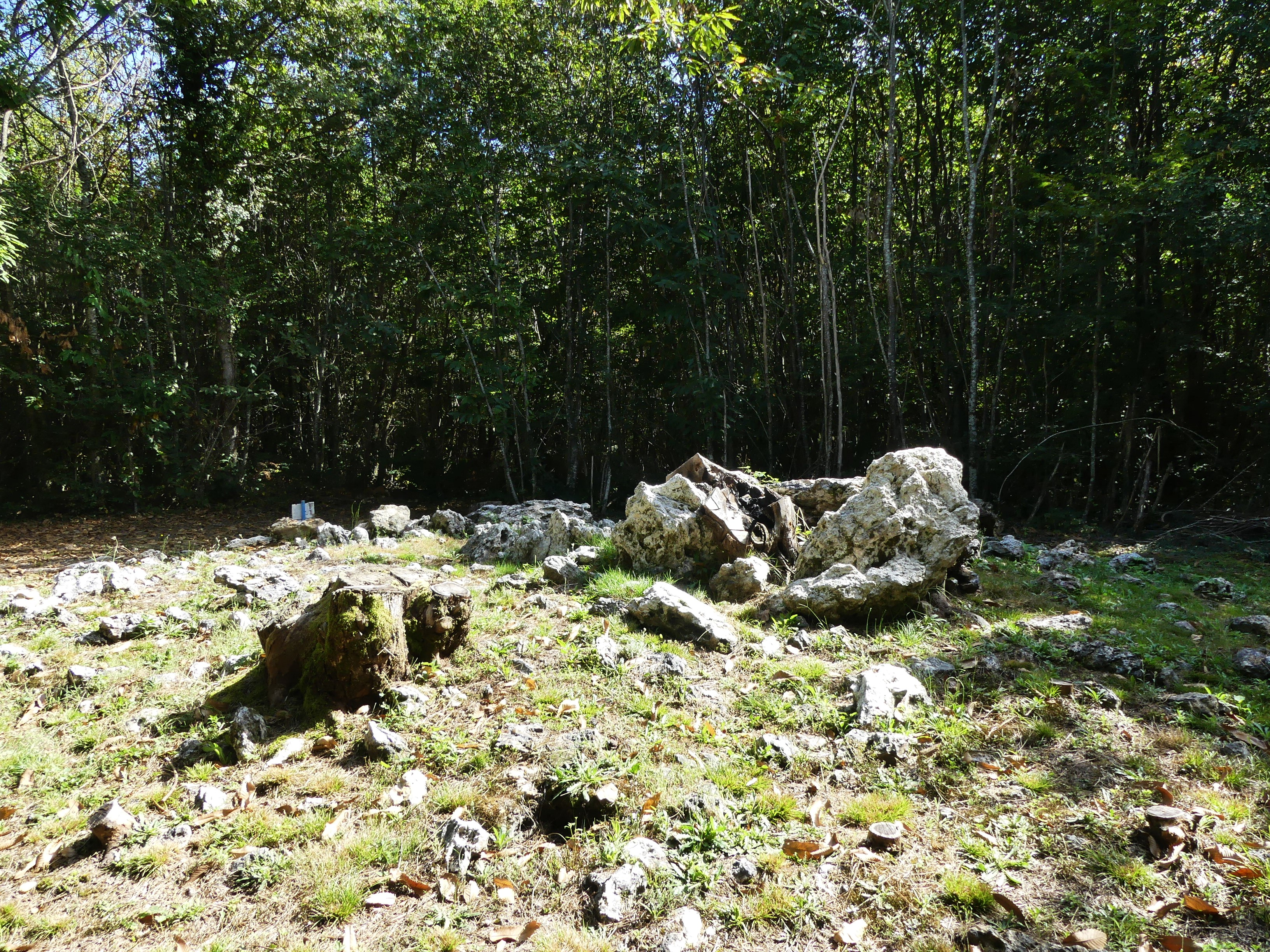
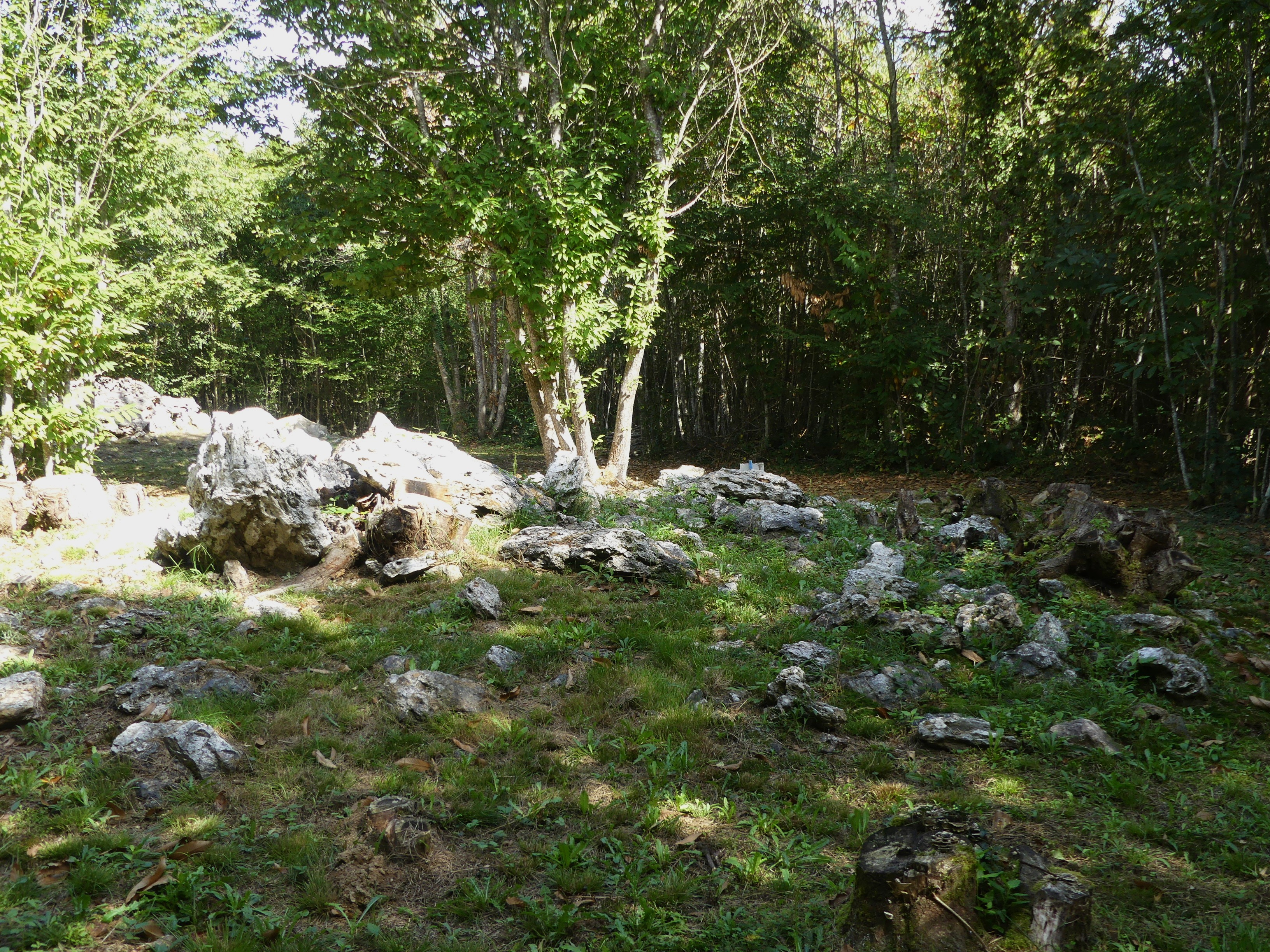
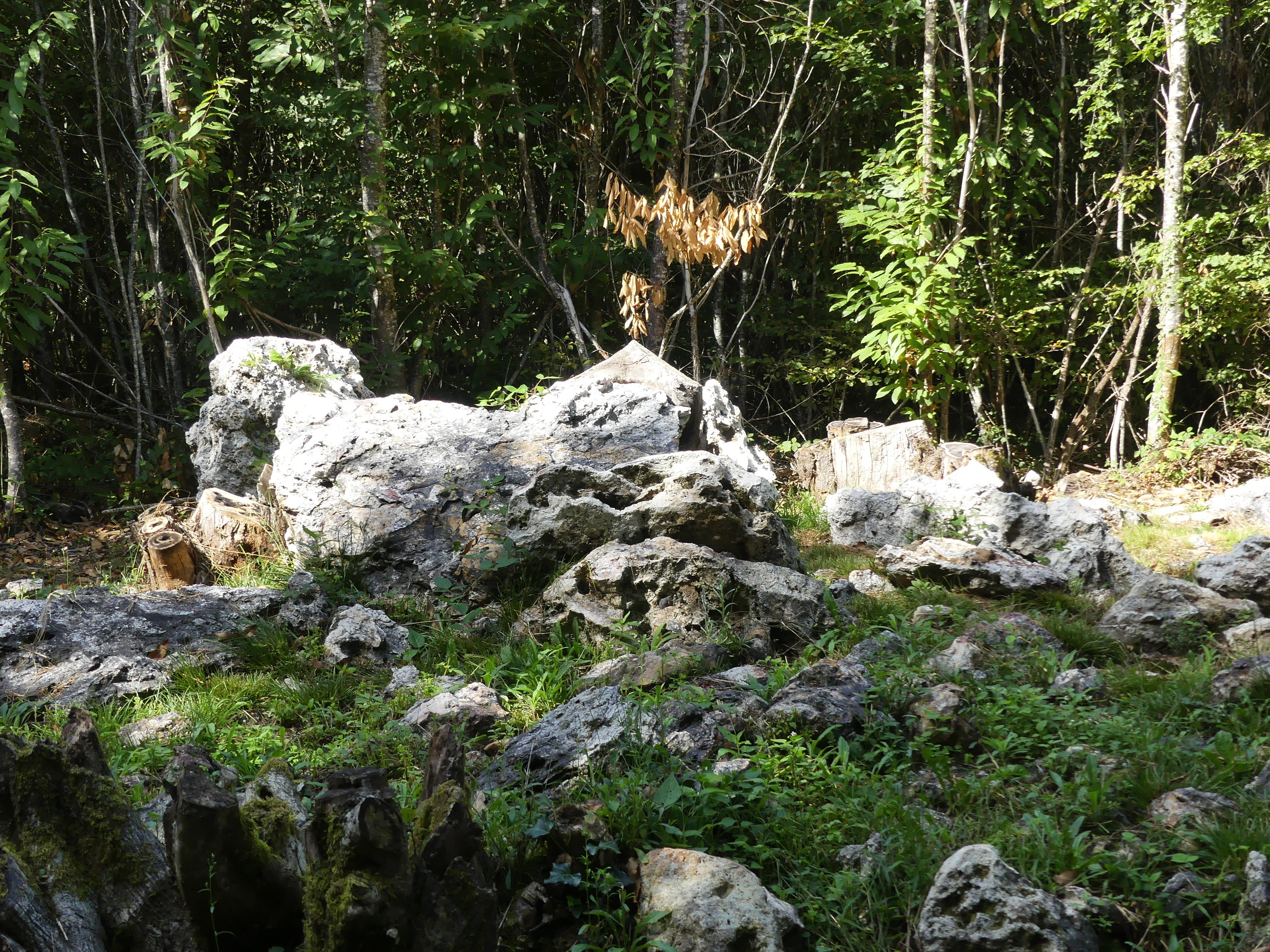